# Буэрарема
Буэрарема (порт. Buerarema)  —  муниципалитет в Бразилии, входит в штат Баия. Составная часть мезорегиона Юг штата Баия. Входит в экономико-статистический микрорегион Ильеус-Итабуна. Население составляет 19 100 человек на 2006 год. Занимает площадь 209,559 км². Плотность населения — 85,2 чел./км².
Праздник города — 17 сентября.

## История
Город основан 17 сентября 1959 года.

## Статистика
- Валовой внутренний продукт на 2003 год составляет 57 965 422,00 реалов (данные: Бразильский институт географии и статистики).
- Валовой внутренний продукт на душу населения на 2003 год составляет 3143,63 реалов (данные: Бразильский институт географии и статистики).
- Индекс развития человеческого потенциала на 2000 год составляет 0,631 (данные: Программа развития ООН).

## География
Климат местности: тропический.